# Senza luce/I'm a Short-Timer
Senza luce/I'm a Short-Timer è il primo singolo della band statunitense Wess & The Airedales, pubblicato dalla Durium nel 1967. Gli arrangiamenti sono di Marcello Minerbi, membro dei Marcellos Ferial.

## I brani

### Senza luce
Senza luce, cover italiana di A Whiter Shade of Pale dei Procol Harum, è il brano registrato anche dai Dik Dik (nel 45 giri Senza luce/Guardo te e vedo mio figlio), da Fausto Leali (in Senza luce/Per un momento ho perso te) e, nel 1999, da Al Bano (nell'album Ancora in volo). Il testo italiano è di Mogol, mentre quello originale è di Keith Reid; la musica è di Gary Brooker.

### I'm a Short-Timer
I'm a Short-Timer, presente sul lato B del disco, è il brano scritto e composto dal trio Fowlkes-Minerbi-Johnson.

## Tracce
LATO A
1. Senza luce (A Whiter Shade of Pale) – 4:05 (testo: Mogol, Keith Reid – musica: Gary Brooker)

LATO B
1. I'm a Short-Timer – 2:58 (Douglas Fowlkes, Marcello Minerbi, Wesley Johnson)